# Ružić
Ružić (italsky Russich) je vesnice a správní středisko stejnojmenné opčiny v Chorvatsku v Šibenicko-kninské župě. Nachází se asi 9 km jihovýchodně od Drniše asi 39 km severovýchodně od Šibeniku. V roce 2011 žilo v Ružići 266 obyvatel, v celé opčině pak 1 591 obyvatel. Správním střediskem opčiny však není vesnice Ružić, ale Gradac, který je zároveň největším sídlem opčiny.
Do teritoriální reorganizace v roce 2010 byl Ružić součástí opčiny města Drniš.
Součástí opčiny je celkem devět trvale obydlených vesnic.
- Baljci – 3 obyvatelé
- Čavoglave – 168 obyvatel
- Gradac – 317 obyvatel
- Kljake – 261 obyvatel
- Mirlović Polje – 170 obyvatel
- Moseć – 75 obyvatel
- Otavice – 183 obyvatel
- Ružić – 266 obyvatel
- Umljanović – 148 obyvatel

Opčinou prochází státní silnice D56 a župní silnice Ž6095, Ž6096, Ž6097, Ž6098 a Ž6099. Blízko protéká řeka Čikola.